# Dive Bar Tour
Dive Bar Tour bylo propagační turné americké písničkářky Lady Gaga k jejímu pátému studiovému albu Joanne. Turné probíhalo v barech ve Spojených státech a mělo pouze tři zastávky. Všechna vystoupení byla živě přenášena na facebookové stránce Lady Gaga a také společnosti Bud Light, která turné sponzorovala.

## Setlisty
Setlist vystoupení v Nashvillu – 5. října 2016

1. „Sinner's Prayer“
2. „A-Yo“
3. „Million Reasons“
4. „Perfect Illusion“

Setlist vystoupení v New Yorku – 20. října 2016
1. „Diamond Heart“
2. „A-Yo“
3. „Joanne“
4. „Grigio Girls“
5. „Million Reasons“
6. „Just Another Day“

Setlist vystoupení v Los Angeles – 27. října 2016
1. „Come to Mama“
2. „A-Yo“
3. „John Wayne“
4. „Million Reasons“
5. „Angel Down"
6. „Joanne“
7. „Perfect Illusion

## Seznam vystoupení
| Severní Amerika |             |                        |                |
| 5. října 2016   | Nashville   | Spojené státy americké | The 5 Spot     |
| 20. října 2016  | New York    | Spojené státy americké | The Bitter End |
| 27. října 2016  | Los Angeles | Spojené státy americké | The Satellite  |